# Rhopalomyia campestris
Rhopalomyia campestris är en tvåvingeart som först beskrevs av Rubsaamen 1916.  Rhopalomyia campestris ingår i släktet Rhopalomyia och familjen gallmyggor. Inga underarter finns listade i Catalogue of Life.